# والتر أنريك دي أوليفيرا
والتر أنريك دي أوليفيرا (21 أكتوبر 1968 في البرازيل – )؛ هو لاعب كرة قدم سابق كان يلعب كلاعب وسط.

## وصلات خارجية
- والتر أنريك دي أوليفيرا على موقع رابطة كرة القدم اليابانية للمحترفين (اليابانية)
- والتر أنريك دي أوليفيرا على موقع عالم كرة القدم.نت (الإنجليزية)